# ساموش‌سگ
ساموش‌سِگ (به مجاری:  Szamosszeg) یک منطقهٔ مسکونی در مجارستان است که در سابولچ-ساتمار-برگ واقع شده‌است. ساموش‌سِگ ۳۵٫۳۰ کیلومتر مربع مساحت و ۱٬۹۴۶ نفر جمعیت دارد.